# Valle-d'Alesani

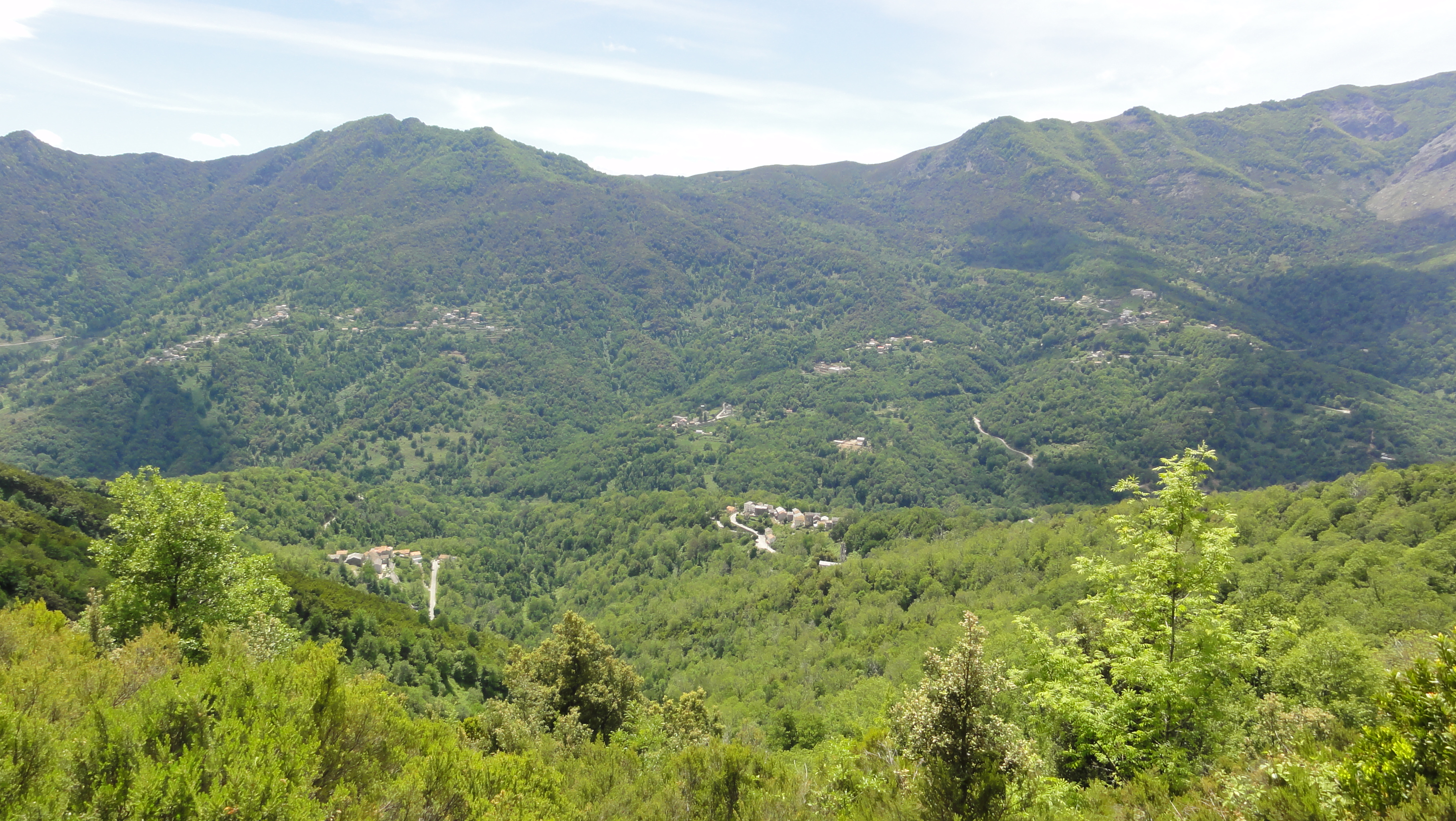
Panorama

Valle-d'Alesani of E Valli d'Alisgiani in het Corsicaans is een gemeente in de Castagniccia op het Franse eiland Corsica. Het dorp vormde de hoofdplaats van de voormalige pieve (een oude Corsicaanse bestuurlijke eenheid) "Alisgiani", een onderdeel van de Castagniccia. Tot 1973 was Valle d'Alesani de hoofdplaats van het kanton Valle d’Alisgiani dat toen fuseerde met het kanton van Piedicroce tot het nieuwe kanton Orezza - Alesani met Piedicroce als hoofdplaats.

## Geschiedenis
Op 15 april 1736 werd Theodor von Neuhoff tot eerste (en enige) koning van Corsica gekroond in het klooster aan de overzijde van de rivier (Couvent d'Alesani, nu in de gemeente Piazzali).

## Geografie
Naast het dorp E Valli d'Alisgiani liggen er ook nog enkele gehuchten op het grondgebied van de gemeente Valle-d'Alesani. Dit zijn, van laag naar hoog en van zuid naar noord: Terrivola, Quarcetto en Pie d'Alesani. De vier woonkernen van de gemeente liggen allen langs de departementale weg D71. Deze voert vanaf de kust in het oosten via Cervione en Valle d'Alesani naar de Col d'Arcarota. Na deze col daalt de weg tot Piedicroce.

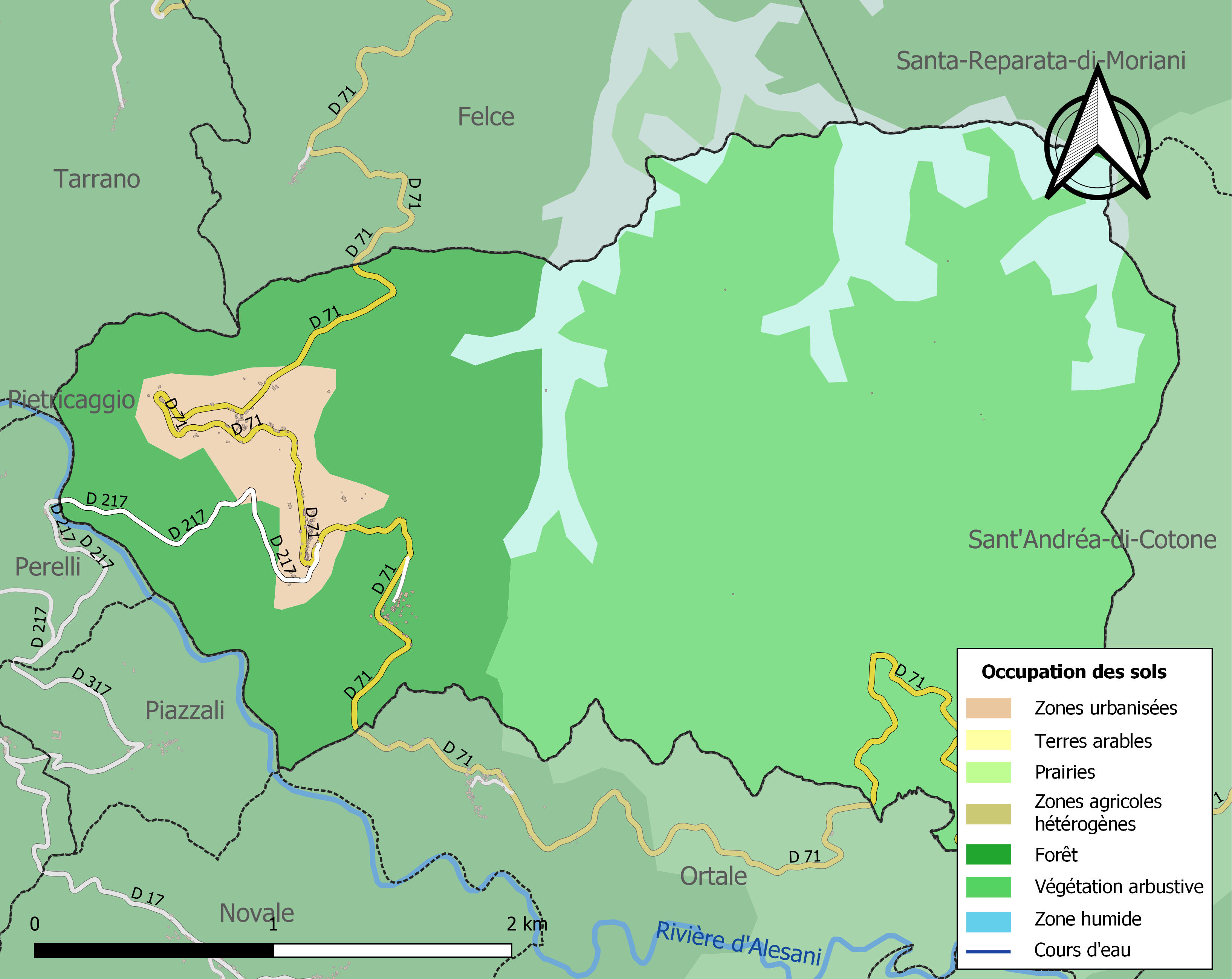
Kaart van de gemeente met de belangrijkste infrastructuur, bodemgebruik en omliggende gemeenten

## Demografie
De gemeente telde 124 inwoners in 1999. De oppervlakte bedraagt 9,59 km², de bevolkingsdichtheid is 12 inwoners per km².
Onderstaande figuur toont het verloop van het inwonertal.
Vanwege een beveiligingsprobleem met de MediaWiki Graph-software is het momenteel niet mogelijk deze grafiek weer te geven. Zodra de software is bijgewerkt zal de grafiek vanzelf weer zichtbaar worden.